# Applied Radiation and Isotopes
Applied Radiation and Isotopes (Appl. Radiat. Isot.) ist eine begutachtete wissenschaftliche Zeitschrift im Fachbereich Strahlenphysik.
In der Zeitschrift veröffentlichte Artikel stammen aus den Gebieten Strahlenmesstechnik, Radioanalytik, Radiochemie, Radioökologie und angewandte Strahlenphysik. Nicht angenommen werden Beiträge aus der Strahlenbiologie und solche, die ausschließlich Ergebnisse von Radioaktivitätsmessungen darstellen.
Die Zeitschrift wird seit 1956 vom Verlagshaus Elsevier herausgegeben. Mit einem Impact Factor von 1,270 (Stand: 2019) zählt sie zu den renommiertesten Zeitschriften der Strahlenphysik. Seit einigen Jahren sind alle veröffentlichten Artikel auch online erhältlich.
Der Impact Factor der Zeitschrift lag im Jahr 2023 bei 1,6. In der Statistik des Science Citation Index belegte sie 2014 Rang 29 von 44 Journals in der Kategorie anorganische & Kernchemie und Platz acht von 34 Zeitschriften in der Kategorie Kernwissenschaft & Technologie. Im Bereich Radiologie, Nuklearmedizin & medizinische Bildgebung wurde die Zeitschrift an Rang 90 von 125 geführt.